# Coenophila subrosea
Coenophila subrosea (tên tiếng Anh: Rosy Marsh Moth) là một loài bướm đêm thuộc họ Noctuidae. Nó được tìm thấy ở miền nam Đảo Anh, Ý và Pháp, qua miền trung châu Âu phía bắc to Scandinavia, phía đông to Nga, from Xibia tới vùng Amur, Ussuri và Sachalin, phía nam tới miền bắc Trung Quốc, phía đông to Hàn Quốc và miền bắc Nhật Bản.
Sải cánh dài 35–41 mm.

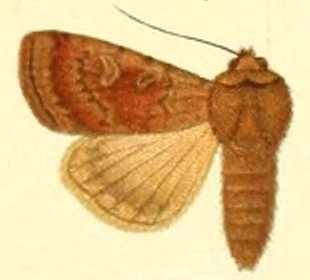

Ấu trùng ăn Betula nana, Myrica gale, Calluna vulgaris, Vaccinium uliginosum, Andromeda polifolia và Ledum palustre.

## Hình ảnh

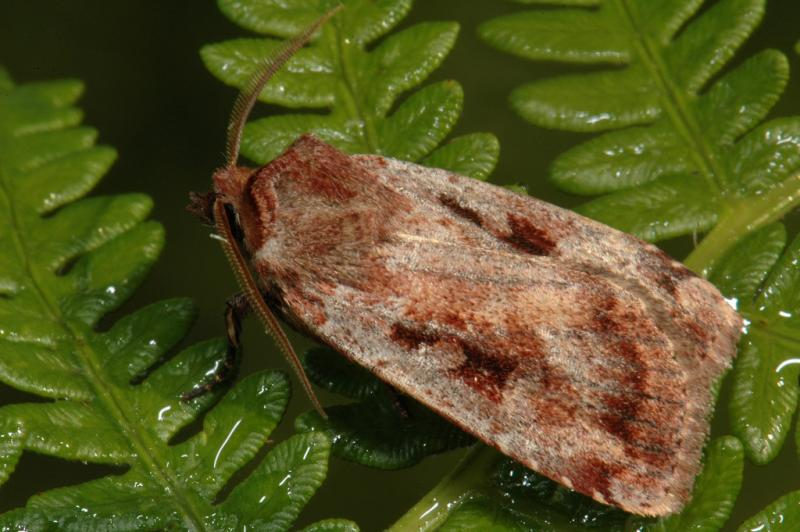
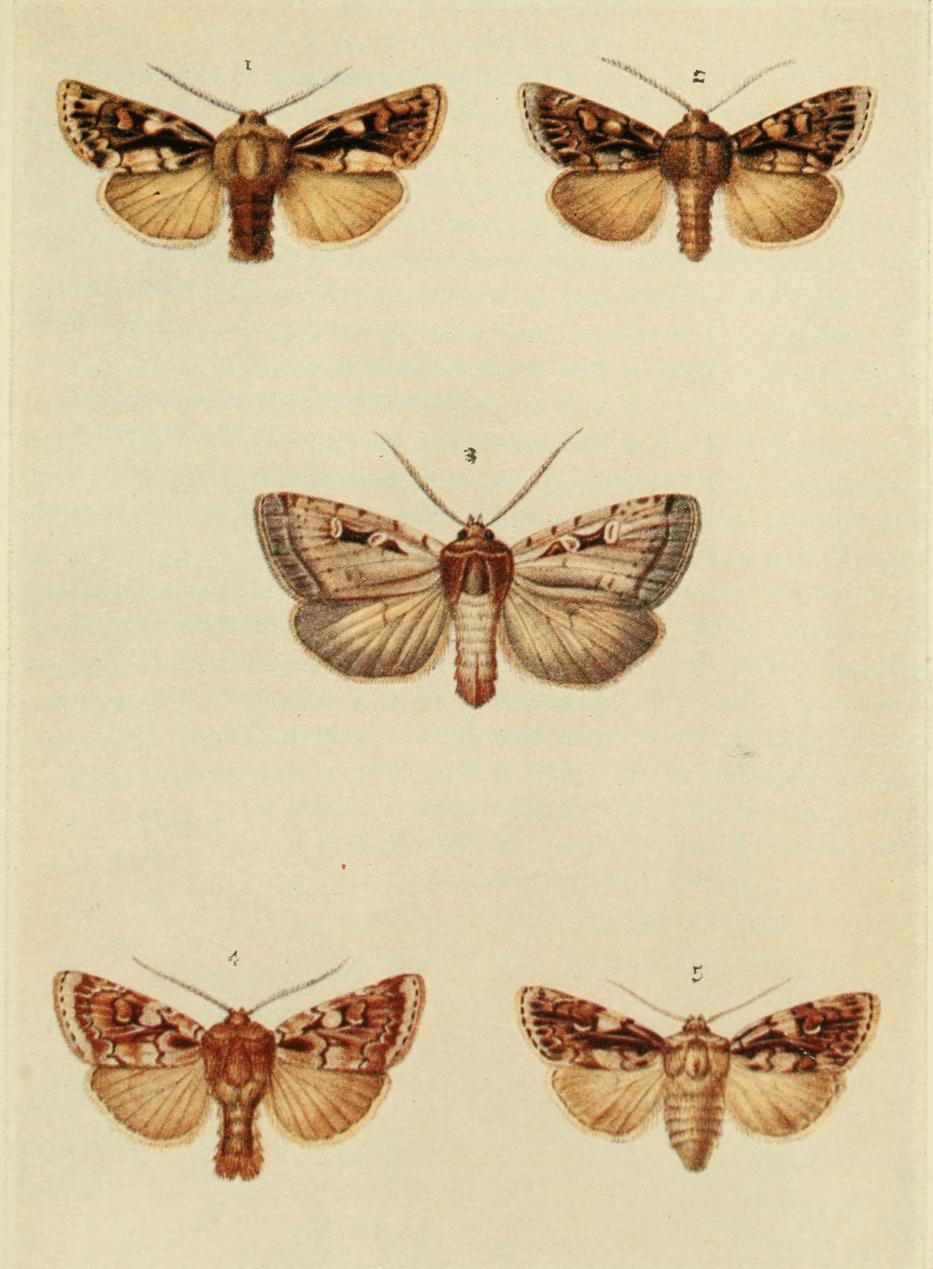